# Blaise Matuidi
Blaise Matuidi (Toulouse, 9 de abril de 1987) é um ex-futebolista francês que atuava como volante.

## Carreira

### Paris Saint-Germain
No dia 25 de julho de 2011, assinou com o Paris Saint-Germain para substituir Claude Makélélé, que havia se aposentado. A taxa de transferência não foi divulgada, mas foi estimado em 7,5 milhões de euros, mais bônus.[carece de fontes?] Foi apresentado à mídia no mesmo dia com seu compatriota e companheiro de equipe Jérémy Ménez, onde recebeu a camisa 14. Fez sua estreia na liga em 6 de agosto de 2011, na derrota do PSG por 1 a 0 para o Lorient. Ao longo de seis anos no time parisiense, ganhou espaço, conquistou 16 títulos e se tornou presença constante na Seleção Francesa.
Na temporada 2016–17, porém, perdeu a condição de titular absoluto no meio de campo do Paris Saint-Germain, pelo crescimento de nomes como Rabiot e Verratti, que costumavam compor a dupla de volantes da equipe. Na temporada 2017–18, participou de alguns minutos na decisão da Supercopa da França, onde conquistou o título após vitória sobre o Monaco. Fez sua última partida em 13 de agosto de 2017, na vitória por 3–0 sobre o Guingamp, em jogo que marcou a estreia de Neymar no clube francês.

### Juventus
Em 18 de agosto de 2017, assinou por três temporadas com a Juventus, por 20 milhões de euros fixos, mais 10,5 milhões em variáveis. Fez sua estreia no dia seguinte, na primeira rodada da Serie A, entrando no segundo tempo na vitória sobre o Cagliari por 3–0.

## Seleção Francesa
Estreou pela Seleção Francesa principal em 7 de setembro de 2010 em partida amistosa contra a Bósnia e Herzegovina.

## Curiosidades
- Na versão francesa do filme LEGO Batman - O Filme, dublou o personagem Barry Allen/Flash, enquanto seu companheiro de seleção Antoine Griezmann dublou o personagem Clark Kent/Superman.[7]
- Em 17 de março de 2020, Matuidi testou positivo para a COVID-19, em meio à Pandemia de COVID-19 na Itália.[8] No dia 15 de abril, a Juventus, anunciou que Matuidi estava curado do COVID-19.[9]

## Títulos
Paris Saint-Germain
- Campeonato Francês: 2012–13, 2013–14, 2014–15, 2015–16
- Supercopa da França: 2013, 2014, 2015, 2016, 2017
- Copa da Liga Francesa: 2013–14, 2014–15, 2015–16, 2016–17
- Copa da França: 2014–15, 2015–16, 2016–17
- International Champions Cup: 2015, 2016

Juventus
- Campeonato Italiano: 2017–18, 2018–19, 2019–20[10]
- Copa da Itália: 2017–18
- Supercopa da Itália: 2018

Seleção Francesa
- Copa do Mundo FIFA: 2018

### Prêmios individuais
- Jogador Francês do Ano: 2015
- 84º melhor jogador do ano de 2016 (The Guardian)[11]